# بوجو عبد القادر
بوجو عبد القادر أو بيسترة الجزائر أو ما يُعرف بـالمحمدية هي وحدة نقدية قديمة استُخدمت خلال الغزو الفرنسي للجزائر من قبل إمارة عبد القادر ما بين عامي 1837 و1841، في الأراضي التي كانت تخضع لسلطته في الغرب الجزائري.
اتُخذت هذه العملة كوسيلة سيادية لتأكيد استقلالية الدولة الحديثة التي حاول الأمير عبد القادر تأسيسها في مواجهة الاحتلال الفرنسي. كانت تُضرب محليًا من الفضة في مراكز سك العملة المتنقلة التي أنشأها الأمير في مدن مثل معسكر وتقدمت وبسكرة.
سُميت بـ«المحمدية» إشارة إلى اسم الأمير الكامل «عبد القادر بن محيي الدين» ولإعطائها طابعًا إسلاميًا دينيًا. وقد هدفت هذه العملة إلى تحقيق استقلال اقتصادي عن العملة الفرنسية والعملة العثمانية المتداولة في الجزائر آنذاك، مثل البوجو والآقجة.

## العملات التي سكت في عهد الأمير عبد القادر (1839–1840)
| الاسم    | السنة الهجرية | السنة الميلادية | الوجه | الظهر | الوزن (غرام) | القطر (مم) | السُمك (مم) | الشكل | رقم الكتالوج    | المعدن |
| -------- | ------------- | --------------- | ----- | ----- | ------------ | ---------- | ---------- | ----- | --------------- | ------ |
| 5 أسبر   | 1250 - 1257   | 1835 - 1841     |       |       | 1.28         | 16.7       | 0.7        | دائري | KM# 85          | نحاس   |
| خروبة    | 1254 - 1258   | 1838 - 1842     |       |       | 0.4          | 8          | –          | دائري | KM# 86، Lec# 34 | بليون  |
| سدس بوجو | 1254 - 1256   | 1838 - 1840     |       |       | 1            | –          | –          | دائري | KM# 88          | بليون  |
| نصف بوجو | 1256          | 1840            |       |       | 2.88         | 22         |            | دائري | KM# 90          | فضة    |
| بوجو     | 1256          | 1840            |       |       | 5.7          | 23.7       | –          | دائري | KM# 89          | فضة    |

## هوامش ومراجع
1. ↑  "تفاصيل العملات قبل 1830 وعملات الأمير عبد القادر" (بالفرنسية). Nouvelles de Blida. 17 Jun 2011. Archived from the original on 2025-03-16. Retrieved 2024-06-18.
2. ↑  Bouyerdene, Ahmed (2012). Emir Abd El-Kader: Hero and Saint of Islam – A liberating Ascensis (بالإنجليزية). p. 57. Archived from the original on 2025-06-09.
3. ↑  بن يوسف، عبد القادر (2005). النظام المالي في دولة الأمير عبد القادر. دار الأمة. ص. 45–49.